# Genbukan
Genbukan es una escuela de artes marciales que instruye en la disciplina del Ninjutsu, y es considerada una nueva forma o gendai budo, pues la escuela fue fundada en la década de 1980.

## Descripción
Genbukan, traduce "la casa que irradia la luz maravillosa del guerrero",[cita requerida]es decir el lugar que nutre a los profesionales (kuroto) de las artes marciales japonesas tradicionales o Budō.
Gen también quiere decir negro, misterioso, oscuro. Lugar donde se dominan las técnicas del Nimpo Bugei,  que dan luz al mundo exterior de oscuridad.
Esta organización dedicada a la preservación y divulgación del arte del Ninjutsu, fue fundada y liderada por el Sensei Shoto Tanemura en 1984.  comprende el estudio de estilos clásicos a partir del principal o Togakure Ryu. La Genbukan contempla:
1. Gikan Ryu
2. Gyokushin Ryu
3. Koto Ryu
4. Kukishinden Ryu
5. Kumogakure Ryu
6. Takagi Yoshin Ryu

Incluyendo además, elementos de:
1. Ichiden Ryu
2. Iga Ryu
3. Itto Ryu
4. Kito Ryu
5. Koga Ryu
6. Munen Ryu
7. Muso Ryu
8. Yoshin Ryu

Aparte de este curriculum se dedica también a la enseñanza y practica de estilos antiguos de Jujutsu
El gran maestro Shoto Tanemura empezó con un pequeño grupo de estudiantes en Matsubishi en Japón. Actualmente tiene representantes en más de 50 países.
- Datos: Q3100370